# Hans Ritt
Hans Ritt (* 8. Februar 1962 in Eichendorf) ist ein deutscher Politiker (CSU). Er war von 2013 bis 2018 und von 2022 bis 2023 Abgeordneter des Bayerischen Landtages.

## Werdegang

### Ausbildung und Beruf
Ritt besuchte in Straubing die Realschule und schloss diese 1979 mit der Mittleren Reife ab. Im Anschluss begann er eine Ausbildung zum Kaminkehrer, die er 1982 mit der Gesellenprüfung abschloss. Er arbeitete zunächst als Geselle, bestand 1986 die Meisterprüfung im Kaminkehrerhandwerk und war von 1988 bis 1993 als Kaminkehrermeister angestellt. Seit 1994 ist er als selbständiger Kaminkehrermeister tätig. Bis 2000 im Kehrbezirk Sankt Englmar tätig und seither im Kehrbezirk Straubing Stadt V. 1992 absolvierte erfolgreich einen berufsbegleitenden Lehrgang zum Energieberater und ist seit 1993 nebenberuflich als solcher tätig. 

### Kommunalpolitik
Ritt ist seit 1989 Mitglied der CSU. 2002 wurde er in den Stadtrat Straubings gewählt und von 2003 bis 2008 Mitglied des Bezirkstags Niederbayern. Daneben übte er von 2003 bis 2009 das Amt des CSU-Ortsvorsitzenden aus. Seit 2009 ist er stellvertretender Kreisvorsitzender des CSU-Kreisverbandes Straubing-Stadt und seit 2011 Beisitzer im Bezirksvorstand der CSU Niederbayern.

### Landespolitik
Bei der Landtagswahl 2013 zog Ritt über die Liste im Wahlkreis Niederbayern in den Bayerischen Landtag ein. Er war von Oktober 2013 bis November 2016 Mitglied des Ausschusses für Fragen des öffentlichen Dienstes. Von November 2013 bis November 2018 war er Mitglied des Ausschusses für Umwelt und Verbraucherschutz und Mitglied des Ausschusses für Eingaben und Beschwerden. Bei der Landtagswahl 2018 gelang ihm der Wiedereinzug in den Landtag zunächst nicht, im Mai 2022 rückte er aber für Bernd Sibler nach. Nach der Landtagswahl 2023 schied er wieder aus dem Landtag aus.